# Anisarthronini
Los anisartroninos (Anisarthronini) son una tribu de coleópteros crisomeloideos de la familia Cerambycidae.

## Géneros
Tiene los siguientes géneros:
- Anisarthron[1]